# Nakamura Kazuyoshi
Nakamura Kazuyoshi (sinh ngày 8 tháng 4 năm 1955) là một cầu thủ bóng đá người Nhật Bản.

## Đội tuyển bóng đá quốc gia Nhật Bản
Nakamura Kazuyoshi thi đấu cho đội tuyển bóng đá quốc gia Nhật Bản từ năm 1979.

## Thống kê sự nghiệp
| Đội tuyển bóng đá Nhật Bản | Đội tuyển bóng đá Nhật Bản | Đội tuyển bóng đá Nhật Bản |
| Năm                        | Trận                       | Bàn                        |
| -------------------------- | -------------------------- | -------------------------- |
| 1979                       | 5                          | 1                          |
| Tổng cộng                  | 5                          | 1                          |